# ニード・フォー・スピード ライバルズ
『ニード・フォー・スピード ライバルズ』(Need for Speed: Rivals)は、Ghost Gamesが開発し、エレクトロニック・アーツより2013年12月12日に発売されたレーシングゲーム。略称は『NFSR』。
『ニード・フォー・スピード』シリーズの作品で初めてPlayStation 4とXbox Oneで発売された。

## 概要
アメリカの架空の都市「レッドビューカウンティ」の公道にてライバルとレースを行うレースゲーム。ゲームとしては『ニード・フォー・スピード ホット・パースート』の流れを組み、プレイヤーはレーサーもしくは警察としてレースを行う。レーサー側は警察から逃げる、警察側はレーサーを捕まえることが目的。レーサーと警察はプレイ中に切り替えることも可能となっている。
オンラインプレイに対応しており、他のプレイヤーとのレースも可能。「オールドライブ」機能により、ロビーや待ち時間なくフレンドのいる世界に入ってレースができる。
2014年12月11日にはダウンロードコンテンツ6種を完全収録した『ニード・フォー・スピード ライバルズ コンプリートエディション』が発売された。

## ゲームモード
モスト・ウォンテッドと同じく「ゴールド」「シルバー」「ブロンズ」の三段階で評価される。ホット・パースートでは警察側の評価に「名誉」「優秀」「合格」の名称が用いられたが、今作では特に区別されていない。

### レーサー
レース
複数台のレーサーとレースを行う。
ホット・パースート
複数台のレーサーとレースを行う。本イベント中は常に警察の追跡が入る。
タイムトライアル
制限時間内にゴールを目指す。
インターセプター
制限時間内に警察から逃げ切るモード。(クリア自体は開始直後に現れる警察車両を破壊することでも可)
バトル(ワールドマップからは選択不可、クリア時の評価なし)
フィールド上のレーサーと1対1のレースを行う。このモードのみ、ゴール地点以外のチェックポイントが存在しない。

### 警察
ラピッド・レスポンス
制限時間内にゴールを目指す。壁や一般車に衝突するとペナルティが追加される。
ホット・パースート
レース中のレーサーを逮捕するモード。レーサー側のようにチェックポイントを通過する必要はない。
インターセプター
1台のレーサーを逮捕するモード。一度逃亡に成功された時点で失敗となる。
追跡(ワールドマップからは選択不可、クリア時の評価なし)
フィールド上のレーサーを追跡する。他のプレイヤーが逮捕した場合も同等のスピードポイントを獲得できる。

## 登場人物
ゼファー
日本語吹き替え声優:大塚芳忠
レーサー側の主人公。
F-8
日本語吹き替え声優:四宮豪
警察側の主人公。作中ではフェイトと呼ばれることが多い。
ジョン・マクマニス
レッドビュー郡警察の巡査。勤務中に傷を負い、入院している。

## 登場車両
レーサーと警察で使用できる車両が異なる他、ホットパースート2以来11年振り(Xbox 360版シフトを除く)にフェラーリが収録された。
- アストンマーティン
  - ヴァンキッシュ(レーサー/警察)
- アウディ
  - R8 クーペ(レーサー)
- BMW
  - M3 GTS(レーサー)、M6 クーペ(警察)
- ブガッティ
  - ヴェイロン スーパースポーツ(警察)
- シボレー
  - コルベット スティングレイ(レーサー)、カマロ ZL1(警察)
- ダッジ
  - チャレンジャー SRT8(レーサー)、チャージャー SRT8(警察)
- フェラーリ
  - 458スパイダー(レーサー)、599 GTO(レーサー)、エンツォフェラーリ(レーサー)、
  - F12ベルリネッタ(レーサー)、458イタリア(警察)、FF(警察)
- フォード
  - フォードGT(レーサー)、マスタングGT NFS Edition(6代目)(レーサー)、シェルビーGT500(警察)
- ヘネシー
  - ヴェノムGT(警察)
- ケーニグセグ
  - アゲーラR(レーサー/警察)
- ランボルギーニ
  - ガヤルド LP570-4(レーサー)、アヴェンタドール LP720-4(レーサー)、ヴェネーノ LP750-4(レーサー)、
  - アヴェンタドール LP700-4(警察)、ガヤルド LP560-4(警察)、ムルシエラゴ LP670-4 SV(警察)
- レクサス
  - LFA(警察)
- マルシャ
  - B2(警察)
- マセラティ
  - グラントゥーリズモ MCストラダーレ(レーサー)
- マクラーレン
  - P1(レーサー)、MP4-12Cスパイダー(レーサー)、MP4-12C(警察)、F1-LM(警察)
- メルセデス・ベンツ
  - SLS AMG ブラックシリーズ(レーサー)
- 日産
  - GT-R ブラックエディション(警察)（コンプリートエディション限定）
- パガーニ
  - ウアイラ(レーサー)
- ポルシェ
  - 911 GT3(レーサー)、918スパイダー(レーサー)、ケイマンS(レーサー)、
  - 911 ターボ(警察)、カレラGT(警察)
- SRT（英語版）
  - バイパー TA(レーサー)、バイパー GTS(警察)

## DLC
本作のダウンロードコンテンツ（DLC）はレーサー用・警察用に分かれたものと、その両方を含んだものが販売されている。
- 「Ferrari」パック

フェラーリ F40,F50を追加するパック。
- 「Jaguar」パック

ジャガー C-X75, XJ220を追加するパック。
- 「Lamborghini」パック

ランボルギーニ・ガヤルド LP 570-4 Super Trofeo,ミウラ・コンセプトを追加するパック。
- 「Need for Speed Movie」パック

映画版ニード・フォー・スピードに登場するマシンの内3台を追加するパック。
- ローデッドガレージパック(日本版PSストアでは未販売)

早期購入者特典及び法人別オリジナル特典を全て含んだパック。PS3版には「アルティメットレーサーパック」は付属していない。
- タイムセーバーパック

ゲーム内のロックされている要素を全て解除するパック。なお、マシンの購入にはSPが必要になる。
- KOENIGSEGG ONE:1

ケーニグセグ・アゲーラ One:1を追加するパック。7代目マスタングとは異なりDLCとして扱われる。
- コンプリートエディション バンドルパック

「タイムセーバーパック」を除いた6種のDLCが全て含まれたパック。コンプリートエディションには予め同梱されている。

## NFS ネットワーク
前作向けに配信されていたコンパニオンアプリに代わるツール。本作と連携しており、ナイトロの補充やヘリコプターの手配等、自身を含めたプレイヤーに様々な干渉が可能。
iOSに加え、新たにPC、Androidにも対応していた。2018年3月15日にサービスを終了。

## EA TRAX
通常時のEA TRAXは以下の通り。両陣営とも追跡時は専用のBGMになるようにされているが、イベント中は変わらない時がある。クレジットで流れるのはX AmbassadorsのLove Songs Drug Songs。
- Bastille - Pompeii (Kat Krazy Remix)
- Binary - Dynamo
- Brick + Mortar - Bangs
- Brick + Mortar - Locked In a Cage
- Chris Lake - Goodbye
- Cole Plante feat. Cameron The Public - Howling
- Cole Plante feat. Perry Farrell - Here We Go Now
- Congorock And Nom De Strip - Minerals
- Excision & Bassnectar - Put It Down
- Feed Me - Rat Trap
- Fenech-Soler - Magnetic
- Flux Pavilion - Steve French feat. Steve Aoki
- Garmiani - Rumble
- Gary Numan - I Am Dust
- Haezer - Troublemaker feat. Tumi
- Helmut Kraft & Miss Brown - Manoir II (Wraith Mix)
- Helmut Kraft & Miss Brown - Veyron 1001
- Helmut Kraft & Miss Brown - Clichy
- Hyper - Live Forever feat. Shirt
- I Am Legion - Make Those Move
- K.Flay feat. Danny Brown - Hail Mary
- Knife Party - EDM Death Machine
- Linkin Park - Castle of Glass (M. Shinoda Remix)
- Madeon - Technicolor (Club Extended)
- Manufactured Superstars - Angry Panda
- Mystery Skulls - Paralyzed
- RDGLDGRN - Double Dutch
- RDGLDGRN - Lootin' In London
- The Bloody Beetroots & Junior - Albion
- The Naked and Famous - Bright Lights
- The Qemists - No More
- Walking Def - Let Me Show You feat. Virus Syndicate
- X Ambassadors - Shining